# Денисов, Василий Павлович
Василий Павлович Денисов — советский военный деятель, вице-адмирал.

## Биография
Родился в 1928 году в Саратове. Член КПСС.
Окончил Горьковское военно-морское подготовительное училище, Высшее военно-морское училище им. Фрунзе, Военно-морскую академию.
В 1950—1960 гг. — командир боевой части эсминца «Разъяренный», помощник командира эсминца «Осмотрительный», старпом эсминцев «Карл Либкнехт», «Осмотрительный», «Ожесточенный».
В 1960—1966 гг. — командир эсминцев «Ожесточенный», «Безотказный».
В 1966—1971 гг. — заместитель начальника штаба дивизии противолодочных кораблей.
В 1971—1972 гг. — начальник штаба 23-й дивизии ОВР.
В 1972—1978 гг. — начальник штаба 2-й дивизии противолодочных кораблей.
В 1978—1984 гг. — начальник штаба тыла Северного флота.
В 1984—1989 гг. — заместитель командующего Северным флотом по тылу.
Делегат XXII съезда КПСС.
Жил в Мурманске.

## Оценки
Василий чуть ли не полжизни прослужил на Северном флоте, и отнюдь не в тыловых органах. Мне приходилось не раз выходить с ним в море, на борту корабля, которым командовал Денисов.
Впоследствии, проявив себя незаурядным тактиком — противолодочником, Василий Павлович возглавил штаб крупного соединения.

## Награды
- Орден Ленина
- Орден Октябрьской Революции
- Орден Красного Знамени
- Орден Красной Звезды (дважды)
- Орден «За службу Родине в Вооружённых Силах СССР» III степени